# Herman Willem van der Weele
Herman Willem van der Weele, född den 8 oktober 1879 i Haag, död den 29 augusti 1910 i Batavia, Nederländska Indien, var en nederländsk entomolog. Han var son till Herman Johannes van der Weele.